# Umělecké plavání na mistrovství světa v plaveckých sportech 2023
Závody v uměleckém (synchronizovaném) plavání na mistrovství světa v plaveckých sportech za rok 2023 proběhly ve Fukuoce, Japonsko ve dnech 14. až 22. července 2023.

## Výsledky

### Individuální disciplíny
| Muži           | Muži              | Zlato                       | Zlato    | Stříbro                     | Stříbro  | Bronz                  | Bronz    |
| -------------- | ----------------- | --------------------------- | -------- | --------------------------- | -------- | ---------------------- | -------- |
| Sólové plavání | technické sestavy | Fernando Díaz-del-Río (ESP) | 224,5550 | Kenneth Gaudet (USA)        | 216,8000 | Eduard Kim (KAZ)       | 216,0000 |
| Sólové plavání | volné sestavy     | Dennis González (ESP)       | 193,0334 | Gustavo Sánchez (COL)       | 189,9625 | Kenneth Gaudet (USA)   | 179,5562 |
| Ženy           | Ženy              | Zlato                       | Zlato    | Stříbro                     | Stříbro  | Bronz                  | Bronz    |
| Sólové plavání | technické sestavy | Jukiko Inuiová (JPN)        | 276,5717 | Vasiliki Alexandriová (AUT) | 264,4200 | Iris Tióová (ESP)      | 254,2100 |
| Sólové plavání | volné sestavy     | Jukiko Inuiová (JPN)        | 254,6062 | Vasiliki Alexandriová (AUT) | 229,3251 | Kate Shortmanová (GBR) | 219,9542 |

### Týmové disciplíny
| Ženy                                                | Ženy                | Zlato | Zlato    | Stříbro | Stříbro  | Bronz | Bronz    |
| --------------------------------------------------- | ------------------- | --- | -------- | --- | -------- | --- | -------- |
| Synchronizované plavání dvojic                      | technické sestavy   | Japonsko (JPN) (Moe Higaová, Maširo Jasunagaová) | 273,9500 | Itálie (ITA) (Linda Cerrutiová, Lucrezia Ruggieroová) | 263,0334 | Španělsko (ESP) (Alisa Ožoginová, Iris Tióová) | 257,8368 |
| Synchronizované plavání dvojic                      | volné sestavy       | Rakousko (AUT) (Anna-Maria Alexandriová, Eirini-Marina Alexandriová)                                                                                           | 255,4583 | Čína (CHN) (Wang Liou-i, Wang Čchien-i) | 255,2480 | Japonsko (JPN) (Moe Higaová, Maširo Jasunagaová) | 249,5167 |
| Synchronizované plavání osmičlenného týmu           | technické sestavy   | Španělsko (ESP) (Cristina Arámbulaová, Marina Garcíaová, Meritxell Masová, Alisa Ožoginová, Paula Ramírezová, Sara Saldañaová, Iris Tióová, Blanca Toledanová) | 281,6893 | Itálie (ITA) (Linda Cerrutiová, Marta Iacoacciová, Sofia Mastroianniová, Enrica Piccoliová, Lucrezia Ruggierová, Isotta Sportelliová, Giulia Verniceová, Francesca Zuninová) | 274,5155 | USA (USA) (Anita Álvarezová, Jaime Czarkowská, Megumi Fieldová, Audrey Kwonová, Jacklyn Luuová, Daniella Ramirezová, Ruby Rematiová, Natalia Vegaová)                                | 273,7396 |
| Synchronizované plavání osmičlenného týmu           | volné sestavy       | Čína (CHN) (Čchang Chao, Feng Jü, Wang Cch'-jüe, Wang Liou-i, Wang Čchien-i, Siang Pin-süan, Siao Jen-ning, Čang Ja-i)                                         | 329,1687 | Japonsko (JPN) (Moe Higaová, Moeka Kidžimaová, Uta Kobajašiová, Ajano Šimadaová, Ami Wadaová, Akane Janagisawaová, Maširo Jasunagaová, Megumu Jošidaová)                     | 317,8085 | Ukrajina (UKR) (Maryna Aleksijivová, Vladyslava Aleksijivová, Marta Fedinová, Veronika Hryšková, Darija Mošynská, Anhelina Ovčynnikovová, Anastasija Šmoninová, Valerija Tyščenková) | 256,2415 |
| Mix                                                 | Mix                 | Zlato | Zlato    | Stříbro | Stříbro  | Bronz | Bronz    |
| Synchronizované plavání smíšených dvojic            | technické sestavy   | Japonsko (JPN) (Jotaro Sató, Tomoka Satóová) | 255,5066 | Španělsko (ESP) (Dennis González, Emma Garcíaová) | 248,0499 | Čína (CHN) (Š' Chao-jü, Čcheng Wen-tchao) | 247,3033 |
| Synchronizované plavání smíšených dvojic            | volné sestavy       | Čína (CHN) (Š' Chao-jü, Čcheng Wen-tchao) | 225,1020 | Mexiko (MEX) (Diego Villalobos, Itzamary Gonzálezová) | 192,5500 | Španělsko (ESP) (Dennis González, Mireia Hernándezová) | 183,4207 |
| Synchronizované plavání osmičlenného smíšeného týmu | akrobatické sestavy | Čína (CHN) (Čchang Chao, Čcheng Wen-tchao, Feng Jü, Š' Chao-jü, Wang Cch'-jüe, Siang Pin-süan, Siao Jen-ning, Čang Ja-i)                                       | 238,0033 | USA (USA) (Anita Álvarezová, Jaime Czarkowská, Nicole Dzurková, Keana Hunterová, Audrey Kwonová, Calista Liuová, William May, Daniella Ramirezová)                           | 232,4033 | Japonsko (JPN) (Moka Fudžiiová, Ikoi Hirotaová, Moeka Kidžimaová, Tomoka Satóová, Jotaro Sató, Hikari Suzukiová, Akane Janagisawaová, Megumu Jošidaová)                              | 220,5867 |

## Medailová bilance
V uměleckém plavání se rozdělilo celkem 11 sad medailí.
| Pořadí | Stát                     |       | Muži    | Muži  | Muži  |         | Ženy  | Ženy  | Ženy    |       | Mix   | Mix     | Mix   |  | Muži + Ženy + Mix | Muži + Ženy + Mix | Muži + Ženy + Mix | Celkem |
| Pořadí | Stát                     | Zlato | Stříbro | Bronz | Zlato | Stříbro | Bronz | Zlato | Stříbro | Bronz | Zlato | Stříbro | Bronz |  |                   |                   |                   | Celkem |
| ------ | ------------------------ | ----- | ------- | ----- | ----- | ------- | ----- | ----- | ------- | ----- | ----- | ------- | ----- |  | ----------------- | ----------------- | ----------------- | ------ |
| 1.     | Japonsko (JPN)           |       | 0       | 0     | 0     |         | 3     | 1     | 1       |       | 1     | 0       | 1     |  | 4                 | 1                 | 2                 | 7      |
| 2.     | Španělsko (ESP)          |       | 2       | 0     | 0     |         | 1     | 0     | 2       |       | 0     | 1       | 1     |  | 3                 | 1                 | 3                 | 7      |
| 3.     | Čína (CHN)               |       | 0       | 0     | 0     |         | 1     | 1     | 0       |       | 2     | 0       | 1     |  | 3                 | 1                 | 1                 | 5      |
| 4.     | Rakousko (AUT)           |       | 0       | 0     | 0     |         | 1     | 2     | 0       |       | 0     | 0       | 0     |  | 1                 | 2                 | 0                 | 3      |
| 5.     | USA (USA)                |       | 0       | 1     | 1     |         | 0     | 0     | 1       |       | 0     | 1       | 0     |  | 0                 | 2                 | 2                 | 4      |
| 6.     | Itálie (ITA)             |       | 0       | 0     | 0     |         | 0     | 2     | 0       |       | 0     | 0       | 0     |  | 0                 | 2                 | 0                 | 2      |
| 7.     | Kolumbie (COL)           |       | 0       | 1     | 0     |         | 0     | 0     | 0       |       | 0     | 0       | 0     |  | 0                 | 1                 | 0                 | 1      |
| 7.     | Mexiko (MEX)             |       | 0       | 0     | 0     |         | 0     | 0     | 0       |       | 0     | 1       | 0     |  | 0                 | 1                 | 0                 | 1      |
| 9.     | Kazachstán (KAZ)         |       | 0       | 0     | 1     |         | 0     | 0     | 0       |       | 0     | 0       | 0     |  | 0                 | 0                 | 1                 | 1      |
| 9.     | Spojené království (GBR) |       | 0       | 0     | 0     |         | 0     | 0     | 1       |       | 0     | 0       | 0     |  | 0                 | 0                 | 1                 | 1      |
| 9.     | Ukrajina (UKR)           |       | 0       | 0     | 0     |         | 0     | 0     | 1       |       | 0     | 0       | 0     |  | 0                 | 0                 | 1                 | 1      |
| Celkem | Celkem                   |       | 2       | 2     | 2     |         | 6     | 6     | 6       |       | 3     | 3       | 3     |  | 11                | 11                | 11                | 33     |